# Kindbergia praelonga
Kindbergia praelonga là một loài Rêu trong họ Brachytheciaceae. Loài này được (Hedw.) Ochyra mô tả khoa học đầu tiên năm 1982.

## Hình ảnh

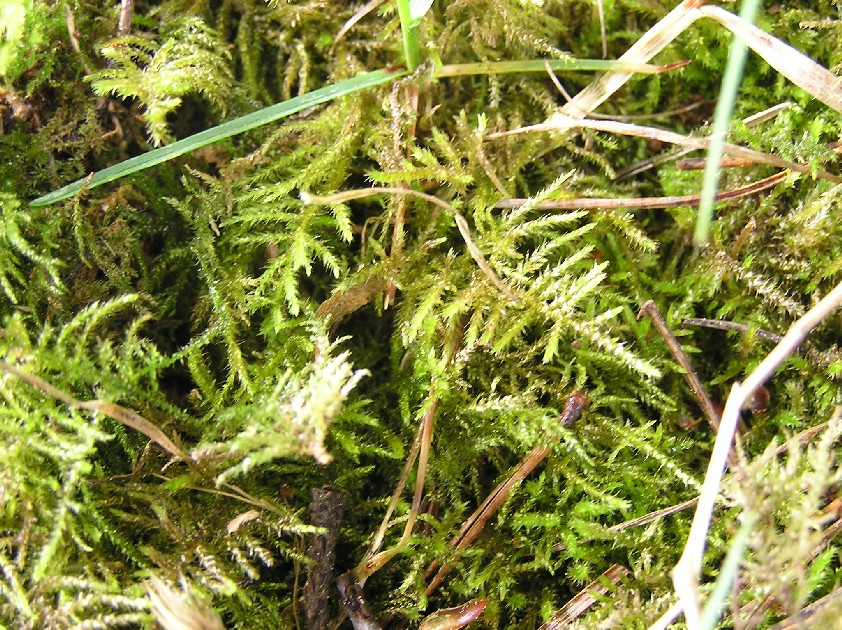
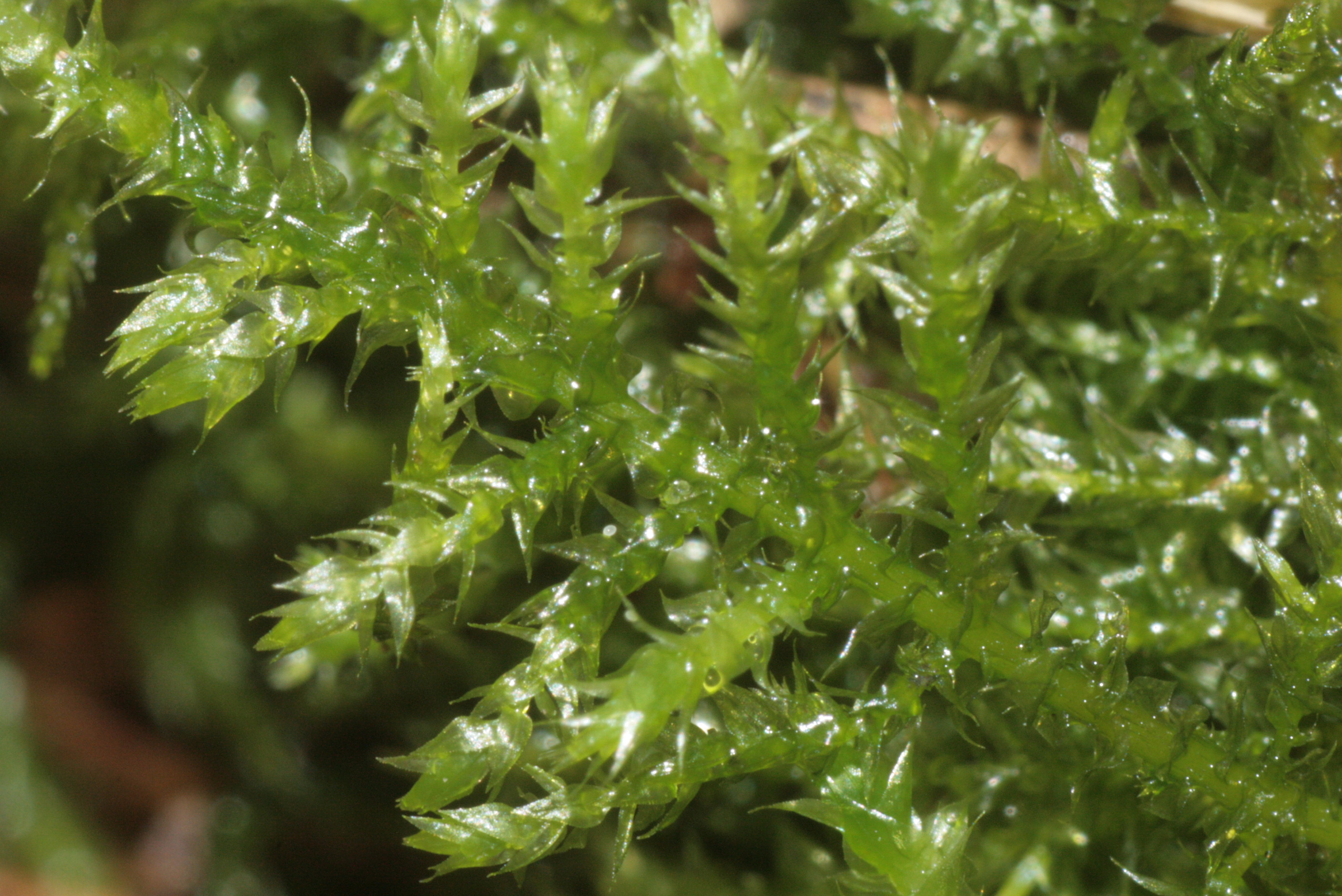
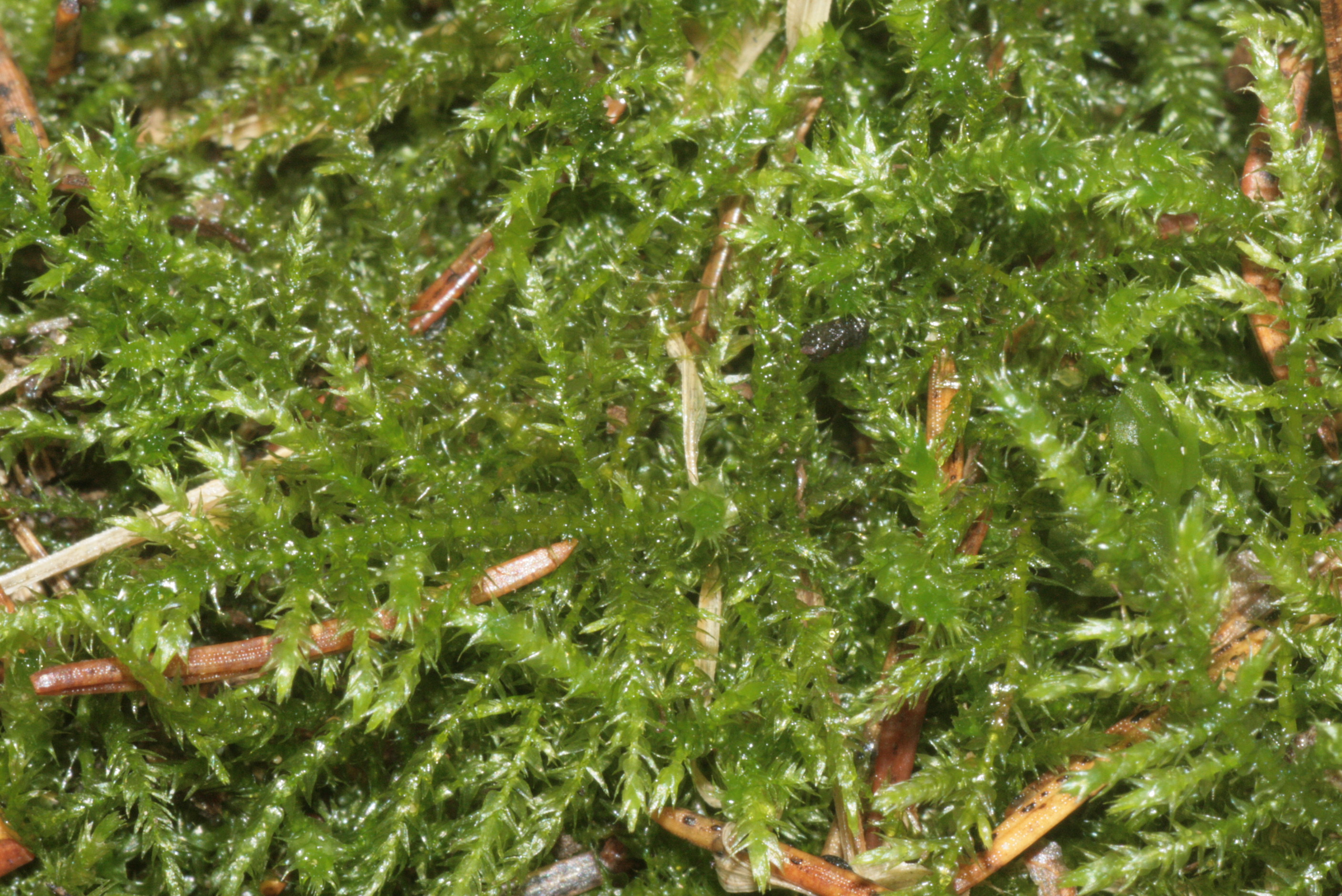
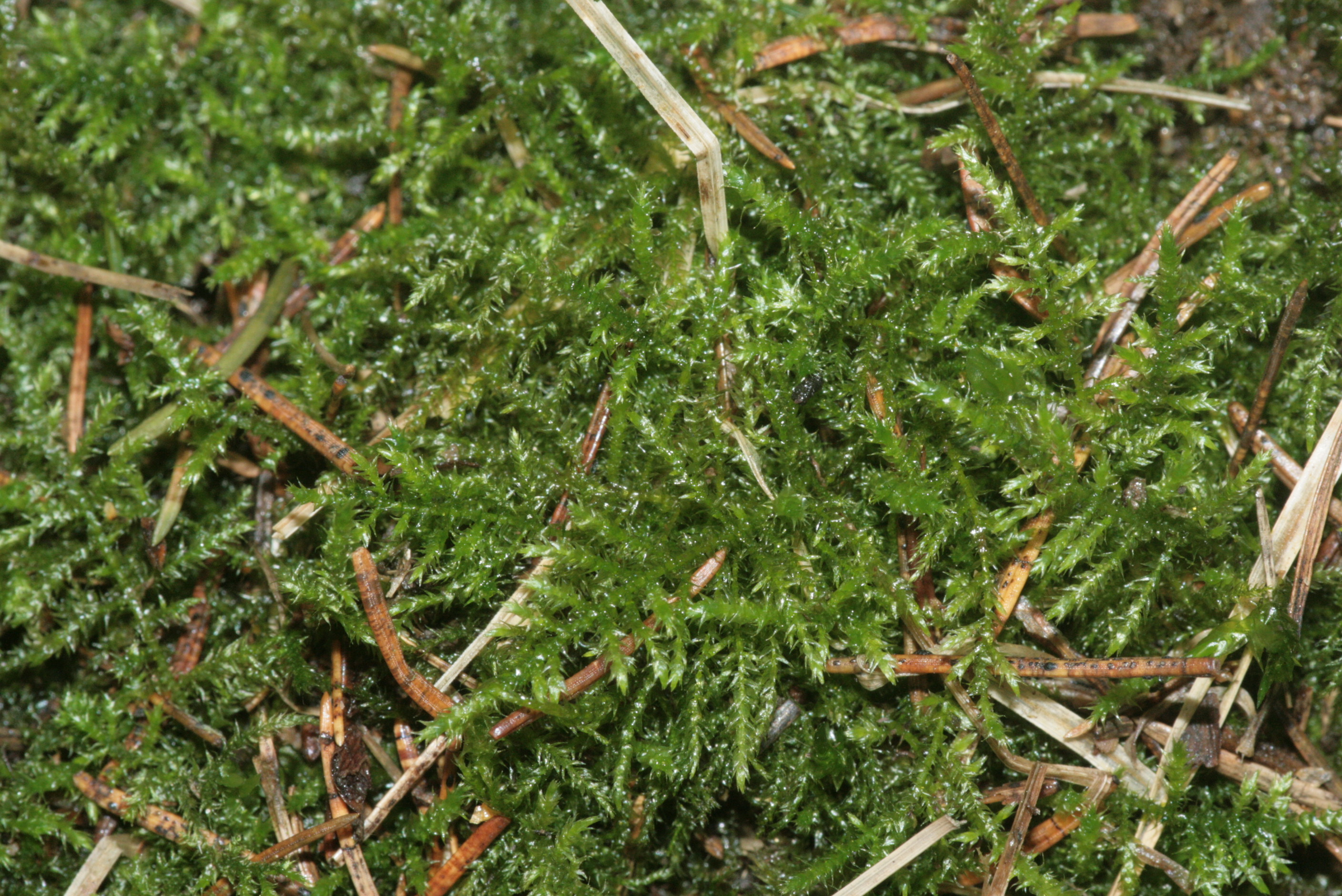